# Cry (Cigarettes After Sex)
Cry è il secondo album in studio del gruppo musicale statunitense Cigarettes After Sex, pubblicato il 25 ottobre 2019.

## Tracce
Testi e musiche di Greg Gonzales.
1. Don't Let Me Go – 4:22
2. Kiss It Off Me – 4:29
3. Heavenly – 4:48
4. You're the Only Good Thing in My Life – 4:35
5. Touch – 4:52
6. Hentai – 4:45
7. Cry – 4:16
8. Falling in Love – 4:05
9. Pure – 4:14

## Formazione
- Greg Gonzales – voce, chitarra
- Randall Miller – basso
- Jacob Tomsky – batteria
- Phillip Tubbs – tastiera